# 托坎廷斯州伊塔波朗
托坎廷斯州伊塔波朗（葡萄牙語：Itaporã do Tocantins）是巴西托坎廷斯州的一个市镇。总面积918.916平方公里，总人口2989人，人口密度3.3人/平方公里。